# Gran Pajáten
Grand Pajatén é um sítio arqueológico do Peru localizado nas florestas de altitude dos Andes, na região de San Martín quase na divisa com a  região de La Libertad, entre o rios Maranon e Huallaga. O sítio arqueológico está localizado no Parque Nacional do Rio Abiseo, que foi criado em 1983. O parque foi designado pela UNESCO como Patrimônio Mundial Natural em 1990, e Sitio Cultural em 1992, a fim de proteger as ruínas e ameaçada de extinção. O sítio arqueológico e o parque nacional atualmente não podem ser visitado sem a permissão do Ministério da Agricultura do Peru e do Instituto Nacional de Cultura. Em 2014 foi incluído na lista do Patrimônio Mundial em perigo.

## Descrição

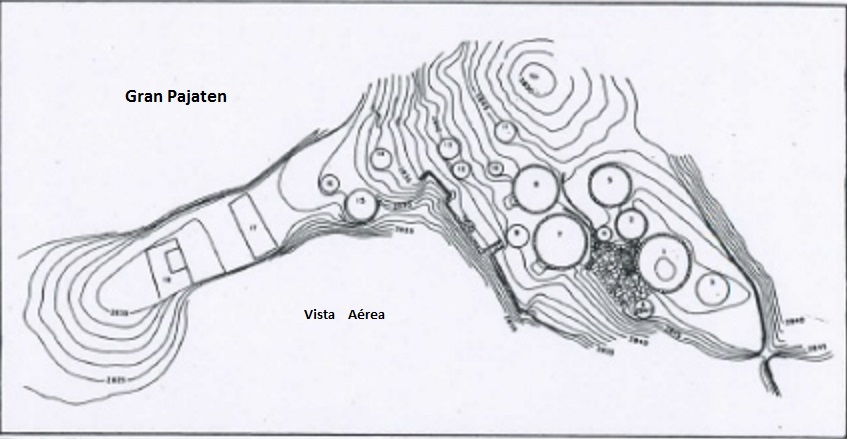
Mapa Topográfico da área de Grand Pajatén

O Gran Pajatén situa-se numa colina acima do vale do rio Montecristo, e consiste numa série de pelo menos 26 estruturas de pedra circulares sobre numerosos terraços e escadas. As ruínas ocupam uma área de cerca de 20.000 m². Os principais edifícios estão decorados com mosaicos de ardósia com motivos humanos, pássaros e geométricos. Análises de amostras cerâmicas e datação por radiocarbono demostram que a área foi ocupada já em 200 a.C., mas as ruínas dos edifícios visíveis atualmente foram construídas durante o Império Inca .  Baseado nas evidências arquitetônicas, acredita que o sítio seja atribuído à cultura Chachapoya. 

## Histórico
Ao explorador Gene Savoy foi erroneamente creditado o encontro das ruínas em 1965. É possível que o sítio tenha sido localizado por volta de 1940 por moradores de Juanjui, durante a analise de engenharia de um projeto rodoviário que seria construído na região. No entanto, não existe nenhuma evidência de que as ruínas que encontraram fossem as do Gran Pajatén ou ruínas pré-hispânicas de outro assentamento. Por conseguinte, a descoberta de Gran Pajatén foi atribuída aos moradores da cidade de Pataz em 1963. Após Savoy ter sido guiado para o local pelos residentes de Pataz, em 1965, a descoberta lhe foi atribuída por publicação na imprensa do mundo todo. Um funcionário do governo peruano visitou o local e começou a limpar a vegetação no final de 1965. Em 1966, o governo estabeleceu um heliporto , sendo limpa grande parte da vegetação que envolvia o local. Muitos anos mais tarde, essas ações provocaram críticas por causa da natureza delicada do sítio arqueológico. Sem a proteção da vegetação densa, as ruínas de pedra começaram a se deteriorar rapidamente. 
Em 1985, uma equipe liderada pelo Departamento de Antropologia da Universidade do Colorado iniciou um grande projeto de pesquisa em Grand Pajatén e seus arredores no Parque Nacional do Rio Abiseo. A expedição teve muita publicidade o que levou a novas discussões sobre a abertura do sítio para o turismo. Uma expedição de uma equipe de televisão peruana, novamente tirou em 1990 a vegetação protetora danificando as ruínas. Atualmente, existem planos para a construção de várias rodovias e de infra-estrutura turística para a região, mas que ainda não foi implementado devido à fragilidade das ruínas, e o alto custo de conservação do sítio e minimizar os impactos do turismo sobre a sua integridade arqueológica e contexto ambiental.  